# 会合衆
会合衆（えごうしゅう、かいごうしゅう）とは、室町時代から安土桃山時代の都市で自治の指導的役割を果たした評定組織またはその組織の構成員。とくに堺におけるものが有名。
同じ時期に山田（伊勢）、大湊（伊勢）、博多、酒田などの都市にも類似した組織が見られた。

## 概要
会合衆の名前の由来は、寺の集会（しゅうえ）にあったとされる。会合衆は、堺の有徳者（有力商人）で構成され、能登屋や臙脂屋（べにや）などの有力商人がその任にあたった。
堺で会合衆の名が初見されるのは季弘大叔の『蔗軒日録』で、1484年（文明16年）8月1日に三村社（開口神社）の祭礼で頭を務めたのが「会合衆内、カスエ（材木商・三宅主計）、イスミ（和泉）屋両人」と記されている。
会合衆の数は36人とされるが、文明年間は10人と見える（『蔗軒日録』）。また、納屋衆（倉庫業）として10人が訴訟を評定した（『糸乱記』）とする資料もある。これらのことから、36人の会合衆の中でもとりわけ有力な者が10人の納屋衆であるとする向きが多い。
堺は摂津の堺荘と和泉の堺南荘に分かれていたが、会合衆が集まる会所はそれぞれにあった。堺荘では「北庄経堂」（『蔗軒日録』）とあるが場所は不明である。堺南荘の会所は、発掘調査などで開口神社境内の念仏寺（廃寺）にあったと推定されている。

## 類似制度
同じころ、伊勢の山田には年寄による自治制度（山田三方）があったほか、伊勢の大湊にも会合衆による自治組織が、また博多は12人の年行司が町を治め、庄内酒田には町政を取り仕切った三十六人衆がいるなど、それぞれの都市に応じた制度で自治が行われた。
1556年（弘治2年）に日本へ来た宣教師、ガスパル・ヴィレラは、堺の様子を見て、『耶蘇会士日本通信』の1561年8月17日付け書簡に、「この町はベニス市の如く執政官によりて治めらる」と記した。この「執政官」とは、会合衆のことを指している。